# Mateusz Eugeniusz Korczak
Mateusz Eugeniusz Korczak (ur. 24 czerwca 1930 w Mokrzyszowie, obecnie dzielnica Tarnobrzega, zm. 21 czerwca 2017 w Rychwałdzie) – polski duchowny, franciszkanin konwentualny, doktor pedagogiki.

## Życie zakonne
Pod wpływem franciszkańskich misjonarzy ludowych postanowił wstąpić do Zakonu Franciszkanów we wrześniu 1949 r. Roczny Nowicjat odbył w Krakowie. Pierwsze śluby złożył 16 września 1950 r. Po złożeniu pierwszych ślubów został skierowany do Niepokalanowa, aby uzupełnić zaległe klasy licealne i zdać maturę. 4 października 1956 r. złożył śluby wieczyste. W 1957 roku otrzymał święcenia kapłańskie z rąk bp Stanisława Rosponda. Przez rok pełnił posługę duszpasterską przy bazylice św. Franciszka z Asyżu w Krakowie. W 1958 r. został skierowany jako katecheta do Pieńska, a następnie do Przemyśla, gdzie w latach 1960–1962 był katechetą w Liceum Łączności i w Szkole Specjalnej. W latach 1962–1964 pracował w Rychwałdzie, a później od 1964 r. w Dąbrowie Górniczej. W 1966 r. o. prowincjał skierował o. Mateusza do pracy katechetycznej w Krośnie. Od 1967 r. pracował klasztorze w Jaśle. Do 1978 r. pełnił tam funkcję katechety, ekonoma klasztoru, kapelana szpitala i opiekuna ministrantów. W klasztorze w Dąbrowie Górniczej pracował w latach 1978–1979. W roku 1979 rozpoczął 14-letnią posługę przy bazylice św. Franciszka w Asyżu. 24 stycznia 1991 r. Definitorium Prowincji wybrało o. Mateusza na przełożonego parafii i klasztoru w Fossanova pod Rzymem. Po zakończeniu pracy we Włoszech wrócił do Polski i został mianowany prowincjalnym asystentem Franciszkańskiego Zakonu Świeckich (1992-1996). W 1992 r. został skierowany do klasztoru w Chęcinach, gdzie zajmował się odnawianiem klasztoru i kościoła. W tamtym czasie Ojciec Mateusz zostaje opiekunem duchowym brata Zdzisława Borowca – tragicznie zmarłego zakonnika podczas trzęsienia ziemi w Asyżu w 1997 roku. Od 1997 do 1999 pracował w Przemyślu, później w Lubomierzu i (od 30 lipca 2000) w Harmężach, a ostatnie 15 lat (od 30 września 2002) spędził w klasztorze w Rychwałdzie.

## Praca naukowa
Po zdaniu egzaminu dojrzałości w 1951 r. rozpoczął studia filozoficzno-teologiczne w WSD w Krakowie, które ukończył w 1957 r. W 1958 roku rozpoczął studia na Wydziale Pedagogicznym UMCS w Lublinie. W czasie pobytu we Włoszech ukończył studia lingwistyczne na Międzynarodowym Uniwersytecie dla Obcokrajowców w Perugii. W 1980 roku rozpoczął studia doktoranckie na UMCS pisząc pracę pt. „Aspekty pedagogiczne profilaktyki i terapii homoseksualizmu” pod kierunkiem docent dr hab. Natalii Reuttowej. Pracę doktorską obronił po Wielkanocy 1984 roku. Był jednym z ośmiu doktorów wydziału humanistycznego i pierwszym, który jako osoba duchowna otrzymała doktorat na Uniwersytecie Marii Curie-Skłodowskiej.

## Publikacje
Pedagogiczne aspekty profilaktyki i terapii homoseksualizmu / Mateusz E. Korczak. – Kraków, 1996.
Ciepło prawdziwej przyjaźni wśród równych / Eugeniusz Mateusz Korczak. – Kraków, 2006. Biogram
Rodzinne miasto św. Franciszka / Costantino Troiano, Alfonso Pompei. – Assisi, [po1978]. Tł. z jęz. wł.
Jubileusz 50-lecia kapłaństwa ojców franciszkanów konwentualnych (1957-2007) / pod red. Mateusza Eugeniusza Korczaka. – Kraków ; Tuchów, 2008.

## Śmierć
Ojciec Mateusz Korczak zmarł po długiej chorobie 21 czerwca 2017 roku. 23 czerwca mszy świętej pogrzebowej w sanktuarium Matki Boskiej Rychwałdzkiej w Rychwałdzie przewodniczył biskup Piotr Greger, a homilię wygłosił prowincjał Marian Gołąb.